# Chlad

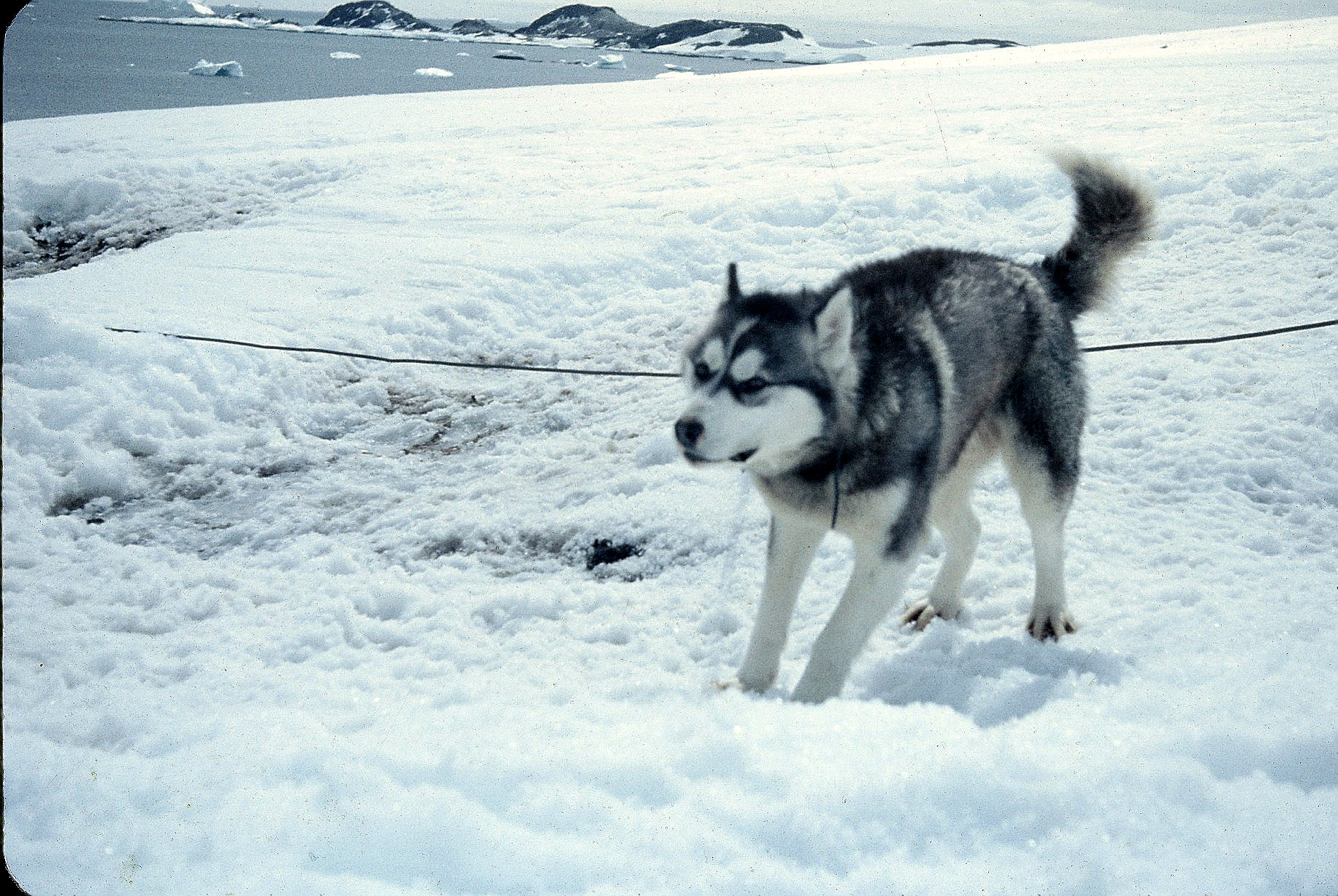
Pes se zježenou srstí v Antarktidě

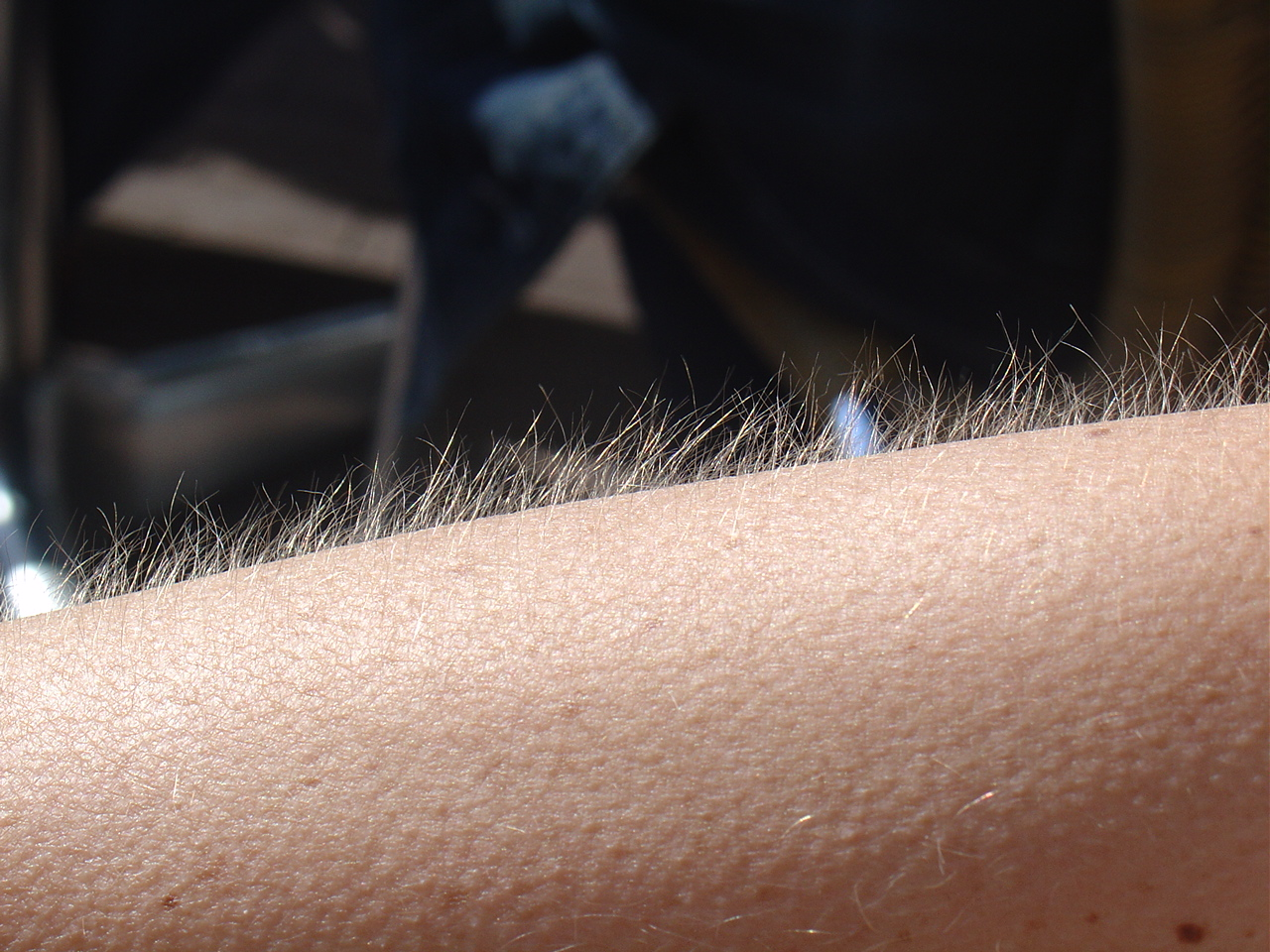
Projev chladu u člověka v podobě husí kůže

Chlad je pocit zimy, který cítí organismus, jestliže je vystaven teplotě výrazně nižší, než je teplota jeho těla. Organismus se následně snaží s tímto pocitem bojovat, pokud přetrvává, dochází k vysílení organismu, jeho útlumu a v extrémním případě může vést i ke smrti jedince. Každý druh je schopen do určité míry snášet jiné teploty bez toho, aniž by to pro něho bylo kritické. Vnímání chladu se děje pomocí termoreceptorů.
Jako reakce na chlad u člověka dochází k postavení ochlupení tzv. „husí kůži“, kdy se vytvoří izolační vrstva, zadržující teplejší vzduch blíže k tělu. Jde o evoluční relikt z dob, kdy měl člověk hustší ochlupení, u současného člověka je jeho izolační efekt poměrně nízký. Husí kůže se může objevit také v důsledku silného vzrušení, například strachu.
Pokud pocit chladu přetrvává, dochází k svalovému třasu, kdy se tělo snaží pohybem získávat teplo pro zahřátí organismu, čímž dochází k rychlému spotřebovávání energie a tím oslabováním organismu. Pokud teplota člověka klesne pod 30 °C dochází ke ztrátě vědomí. Lokálním projevem chladu je vznik omrzlin, které nejčastěji vznikají na periferii organismu (prsty, ruce, nohy, nos, uši). V případě podchlazení je vhodné postupně zvyšovat teplotu, extrémní přesun do vyhřáté místnosti je jako forma první pomoci zcela nevhodné.
Organismy se proti chladu aktivně chrání a to buď pomocí srsti, ochlupení, choulením či v případě člověka oblečením.